# شاه‌خرچنگ‌های نهان
شاه‌خرچنگ‌های نهان (نام علمی: Cryptolithodes) نام یک سرده از خانواده شاه‌خرچنگان است.